# Zisterzienserinnenabtei Lieu-Notre-Dame (Romorantin-Lanthenay)
Die Zisterzienserinnenabtei Lieu-Notre-Dame (auch: Lieu oder Notre-Dame-du-Lieu) war von ca. 1220 bis 1791 ein Kloster der Zisterzienserinnen in Romorantin-Lanthenay, einer Gemeinde im Département Loir-et-Cher in  Frankreich.

## Geschichte
Das Kloster wurde zwischen 1218 und 1222 nördlich Romorantin in der Sologne gestiftet und 1791 durch die Französische Revolution aufgelöst. Die Kirche ist  erhalten (in Privatbesitz), ebenso ein Taubenschlag und zwei Brunnen. In Lanthenay erinnern Straßennamen (Notre-Dame du Lieu, Le Lieu Notre-Dame, Le Petit Lieu), sowie der Weiher „Etang du Lieu“ an das Kloster. Die Kirche von Lanthenay beherbergt eine aus dem Kloster stammende Statue des heiligen Bernhard von Clairvaux (17. Jahrhundert).